# Nationalversammlung (Vietnam)
Die Nationalversammlung (vietnamesisch Quốc hội Việt Nam, französisch Assemblée nationale vietnamienne) ist das Parlament im Einkammersystem von Vietnam und stellt somit die Legislative des Staates dar.
Die 500 Abgeordneten der Nationalversammlung (NV) werden für eine Legislaturperiode von 5 Jahren gewählt. Sie müssen mindestens zweimal im Jahr eine Vollversammlung abhalten und werden in den Zwischenzeiten von ihrem Ständigen Ausschuss (SANV) vertreten, welchen sie jede Periode neu wählen. Die Nationalversammlung wählt des Weiteren den Staatspräsidenten; auf dessen Vorschlag wählt sie den Premierminister, die Richter des Obersten Volksgerichtshofes und die Strafverfolger der Volksanwaltschaft (Judikative). Die Nationalversammlung hat seit den letzten Verfassungsänderungen stark an politischem Einfluss gewonnen. Ihre Rechte umfassen nun die Änderung von Gesetzen und der Verfassung sowie die Möglichkeit, Minister und Vorsitzende von Behörden mit Ministerialstatus zur Verantwortung zu ziehen. Die größte politische Macht liegt jedoch nach wie vor bei der Kommunistischen Partei Vietnams (KPV), welche durch die Vietnamesische Vaterlandsfront den Wahlprozess unter ihrer Kontrolle hat. Die Kommunistische Partei stellt in der Nationalversammlung ca. 90 % der Abgeordneten, womit durch den starken Fraktionszwang sichergestellt ist, dass auch alle hohen Regierungsmitglieder und Richter Mitglieder der Partei, oder zumindest politisch Gleichgesinnte sind. Die Partei bestimmt durch ihr Zentralkomitee und das Politbüro die Politik des Landes.

## Wahlen
Die Wahlen finden alle fünf Jahre statt und betreffen nicht nur die Nationalversammlung, sondern auch die Volksräte, welche die Provinz-, Distrikt- oder Gemeindeparlamente darstellen. Der Wahlprozess steht über die Vietnamesische Vaterlandsfront – einem Dachverband für regimefreundliche Massenorganisationen – unter der Kontrolle der KPV. Es wurden zwar inzwischen selbst-Nominierungen zugelassen, aber die potentiellen Kandidaten müssen dennoch vom Wahlkomitee akzeptiert werden. Bei der Wahl 2002 waren ca. 15 % der Kandidaten keine Parteimitglieder, doch es hatten sich 69 Unabhängige beworben und nur 13 wurden angenommen. Seit 2003 müssen von Rechts wegen in jedem Wahlkreis mindestens zwei Kandidaten mehr antreten als Mandate zu vergeben sind. Die letzten Wahlen fanden am 22. Mai 2016 statt.

## Aufbau
Die Ausschüsse der Nationalversammlung sind:
- ständiger Ausschuss (Ủy ban Thường vụ Quốc hội)
- Büro der Nationalversammlung (Văn phòng Quốc hội)
- Rat der ethnischen Minderheiten (Hội đồng Dân tộc)
- Rechtsausschuss (Ủy ban Pháp luật)
- Justizausschuss (Ủy ban Tư pháp)
- Wirtschaftsausschuss (Ủy ban Kinh tế)
- Finanz- und Haushaltsausschuss (Ủy ban Tài chính, Ngân sách)
- Verteidigungs- und Sicherheitsausschuss (Ủy ban Quốc phòng và An ninh)
- Ausschuss für Kultur, Bildung, Jugend und Kinder (Ủy ban Văn hóa, Giáo dục, Thanh niên, Thiếu niên và Nhi đồng)
- Ausschuss für gesellschaftliche Fragen (Ủy ban về các Vấn đề Xã hội)
- Ausschuss für Wissenschaft, Industrie und Umwelt (Ủy ban Khoa học, Công nghệ và Môi trường)
- Ausschuss für auswärtige Angelegenheiten (Ủy ban Đối ngoại)
- Gesetzgebungsinstitut (Viện Nghiên cứu lập pháp)

## Parlamentsgebäude

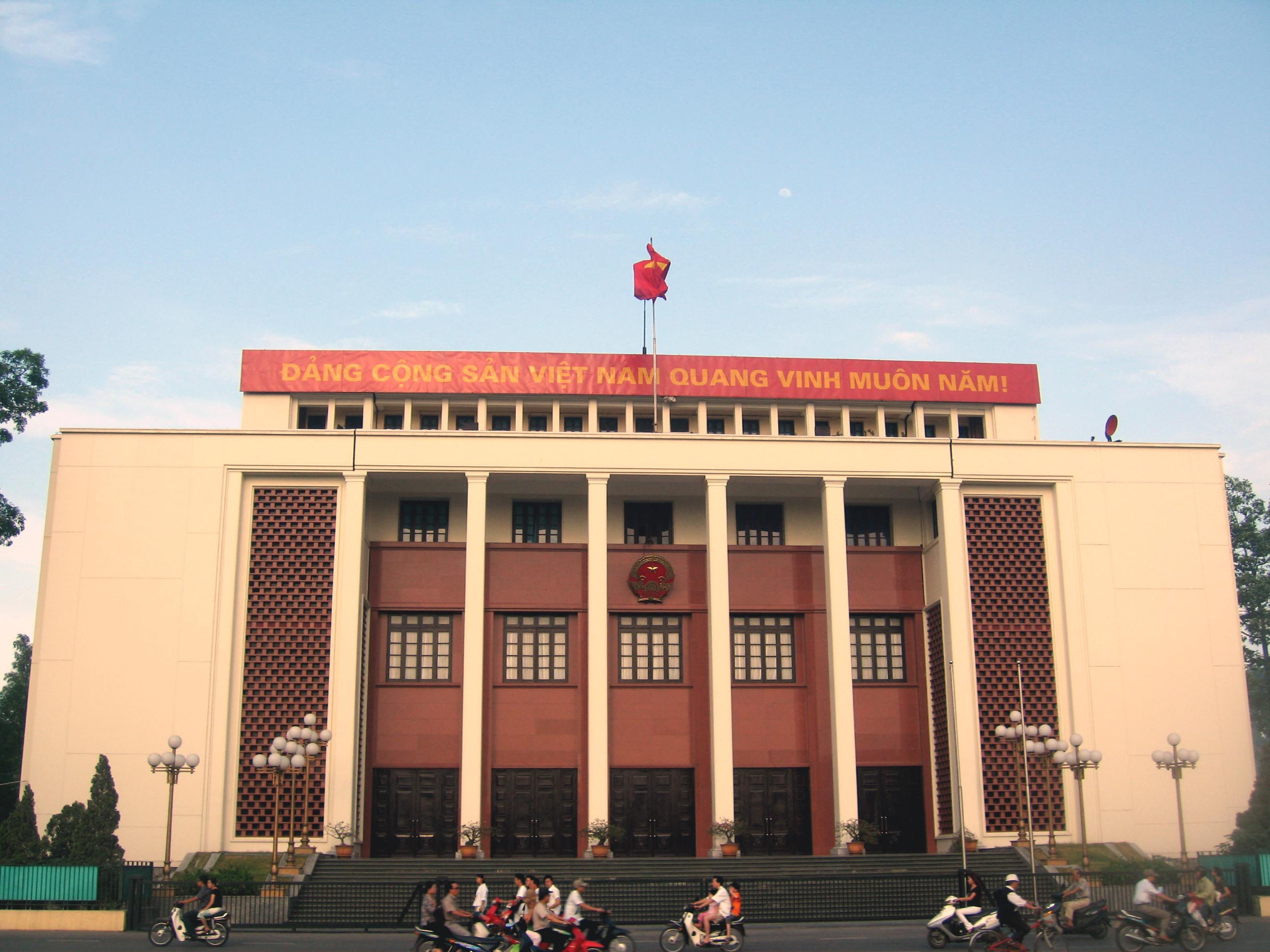
Versammlungshalle Ba Đình, ehemaliges Gebäude der Nationalversammlung bis zum Abriss 2008
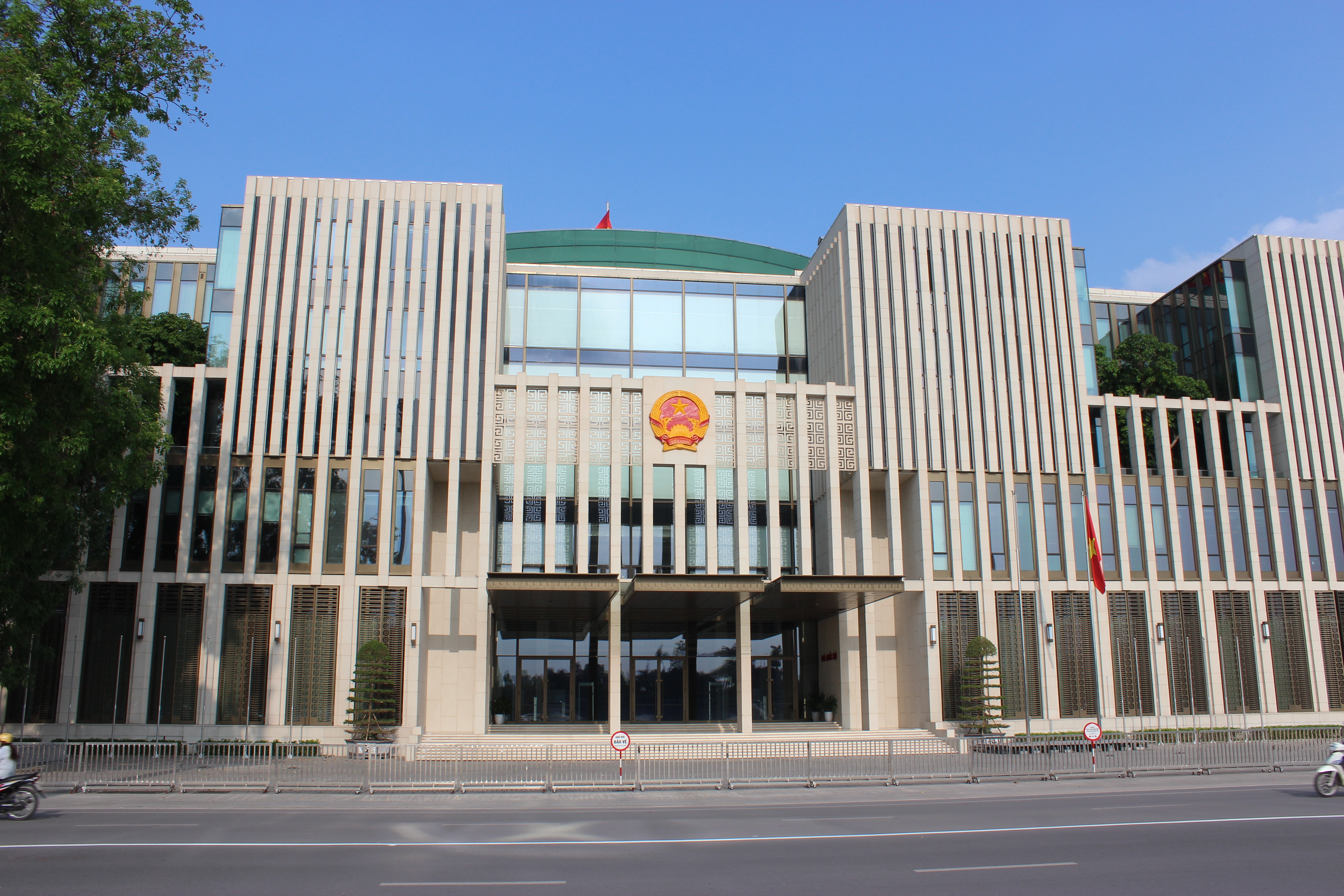
Gebäude der Nationalversammlung von Vietnam, 2015

Die Nationalversammlung hat ihren Sitz in Hanoi, wo 2008 ihr Tagungsgebäude abgerissen wurde. Der Neubau von 2014 folgte einem Entwurf des deutschen Architekturbüros gmp.